# 姚光祚
姚光祚（？－？），字允昌，吴县人。生卒年不詳。
萬曆十六年（1588年）戊子舉人。官至保定府同知。以王令之《十七史蒙求》为基础，从而广之，著有《廣蒙求》三十七卷。